# 小野寺花梨
小野寺 花梨（おのでら かりん、2002年9月5日 - ）は、日本の女性ファッションモデル、タレント。北海道出身。株式会社Lovers所属。血液型はA型。

## 出演
- 恋する♥週末ホームステイ season11[3]